# James Matthews (racerförare)
James Spencer Matthews, född 21 augusti 1975, är en brittisk företagsledare och före detta racerförare. Han är också arvtagare till den skotska titeln laird för dalen Glen Affric i kommunen Highland i Skottland.
Han är medgrundare och VD för finansbolaget Eden Rock Group. Matthews sitter också som ledamot i styrelsen för racingstallet Williams i Formel 1 (F1).
Under sin racingkarriär körde han i formelbilserierna Brittiska F3-mästerskapet, Formula Renault 2.0 UK (mästare 1994) och Eurocup Formula Renault (mästare 1994).

## Privat
James Matthews bror Michael Matthews blev år 1999 den yngsta britten som hade bestigit Mount Everest. Han överlevde dock inte nedfärden från berget.
Sedan 2017 är Matthews gift med Pippa Middleton, syster till Catherine, prinsessa av Wales. De har två barn tillsammans.